# Unione Sportiva Mestrina 1961-1962
Questa voce raccoglie le informazioni riguardanti l'Unione Sportiva Mestrina nelle competizioni ufficiali della stagione 1961-1962.

## Rosa
| N. |                   | Ruolo | Calciatore         |
| -- | ----------------- | ----- | ------------------ |
|    | Italia (bandiera) | D     | Paolo Ambrosini    |
|    | Italia (bandiera) | A     | Antonio Berto      |
|    | Italia (bandiera) |       | Bonaldi            |
|    | Italia (bandiera) | D     | Danilo Campanarin  |
|    | Italia (bandiera) | P     | Ivano Canella      |
|    | Italia (bandiera) | D     | Giorgio Costantini |
|    | Italia (bandiera) | C     | Paolo Ferrari      |
|    | Italia (bandiera) | A     | Alfredo Fin        |
|    | Italia (bandiera) | C     | Gianni Hocevar     |
|    | Italia (bandiera) | C     | Romano Mialich     |

| N. |                   | Ruolo | Calciatore                     |
| -- | ----------------- | ----- | ------------------------------ |
|    | Italia (bandiera) | P     | Francesco Rettore              |
|    | Italia (bandiera) |       | Rigato                         |
|    | Italia (bandiera) | C     | Antonio Rinadi                 |
|    | Italia (bandiera) | C     | Gaetano Salvemini (calciatore) |
|    | Italia (bandiera) | C     | Mario Silvestri                |
|    | Italia (bandiera) | A     | Gidone Tedesco                 |
|    | Italia (bandiera) | A     | Mario Tonello                  |
|    | Italia (bandiera) | A     | Carlo Vomiero                  |
|    | Italia (bandiera) | C     | Corrado Zamengo                |